# Kraftwerk Huntstown
Das Kraftwerk Huntstown (englisch Huntstown power station, irisch stáisiún cumhachta Bhaile an Huntaigh) ist ein GuD-Kraftwerk im Umfeld der Stadt Dublin, County Dublin, Irland. Die installierte Leistung des Kraftwerks wird mit 747 MW angegeben.

## Kraftwerksblöcke
Das Kraftwerk besteht mit Stand November 2023 aus zwei Blöcken, die in Betrieb sind. Die folgende Tabelle gibt einen Überblick:
| Block | Max. Leistung (MW) | Betriebsbeginn | Turbine | Generator | Dampfkessel     | Status |
| ----- | ------------------ | -------------- | ------- | --------- | --------------- | ------ |
| 1     | 343                | November 2002  | Siemens | Siemens   | Babcock-Hitachi |        |
| 2     | 404                | Oktober 2007   | MHI     | Melco     |                 |        |

Der Block 1 besteht aus einer Gasturbine sowie einer nachgeschalteten Dampfturbine. An die Gasturbine ist ein Abhitzedampferzeuger angeschlossen; der Abhitzedampferzeuger versorgt die Dampfturbine. Die Gasturbine vom Typ V94.3A wurde von Siemens geliefert.
Der Block 2 besteht aus einer Gasturbine sowie einer nachgeschalteten Dampfturbine, die an eine gemeinsame Welle (single-shaft) angeschlossen sind.

## Eigentümer
Das Kraftwerk ist im Besitz der Huntstown Power Company Limited und wird von der GenSys Power Limited betrieben. Beide Gesellschaften sind Tochterunternehmen der Viridian Group.

## Sonstiges
Der erzeugte Strom wird über ein 220-kV-Kabel zu einem 2 km entfernten Umspannwerk abgeführt.